# 白色瘟疫
白色瘟疫（The White Plague）是美国作家弗兰克·赫伯特1982年出版的一部科學幻想小说，主要講述的是一位分子生物学家因家人被殺後研發瘟疫並在全球范围内疯狂复仇的故事。白色瘟疫在1983年被提名为軌跡獎的候選書籍，但最終输给了艾萨克·阿西莫夫的小说基地邊緣。 